# Māhūteh
Māhūteh (persiska: ماهوته) är en ort i Iran.   Den ligger i provinsen Ilam, i den västra delen av landet, 500 km sydväst om huvudstaden Teheran. Māhūteh ligger 702 meter över havet och antalet invånare är 173.
Terrängen runt Māhūteh är huvudsakligen kuperad, men österut är den platt. Māhūteh ligger nere i en dal. Runt Māhūteh är det ganska glesbefolkat, med 26 invånare per kvadratkilometer. Närmaste större samhälle är Ābdānān, 12,5 km nordväst om Māhūteh. Omgivningarna runt Māhūteh är i huvudsak ett öppet busklandskap.